# Orpington (galinha)

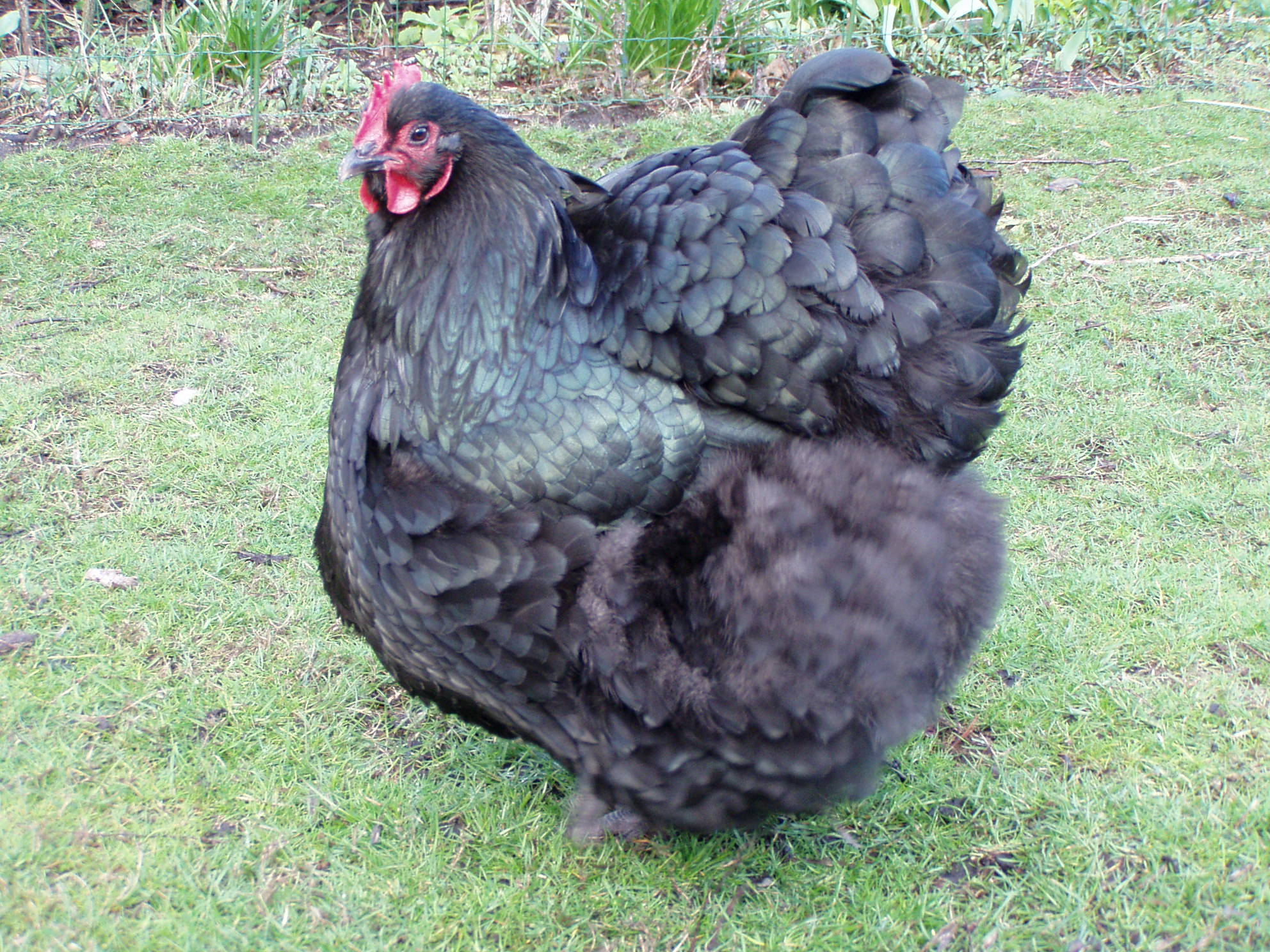
Uma galinha Black Orpington.

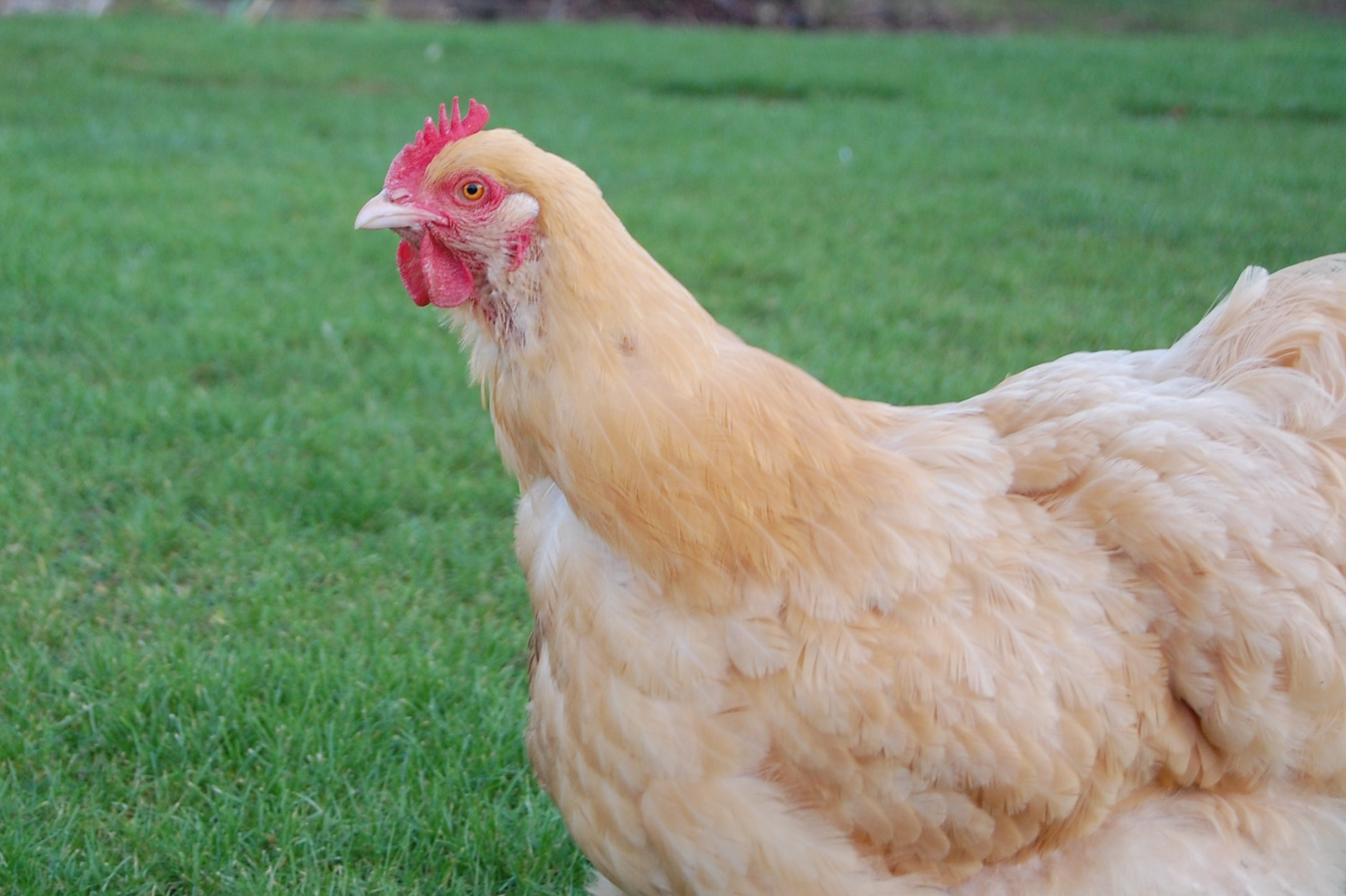
Buff Orpington

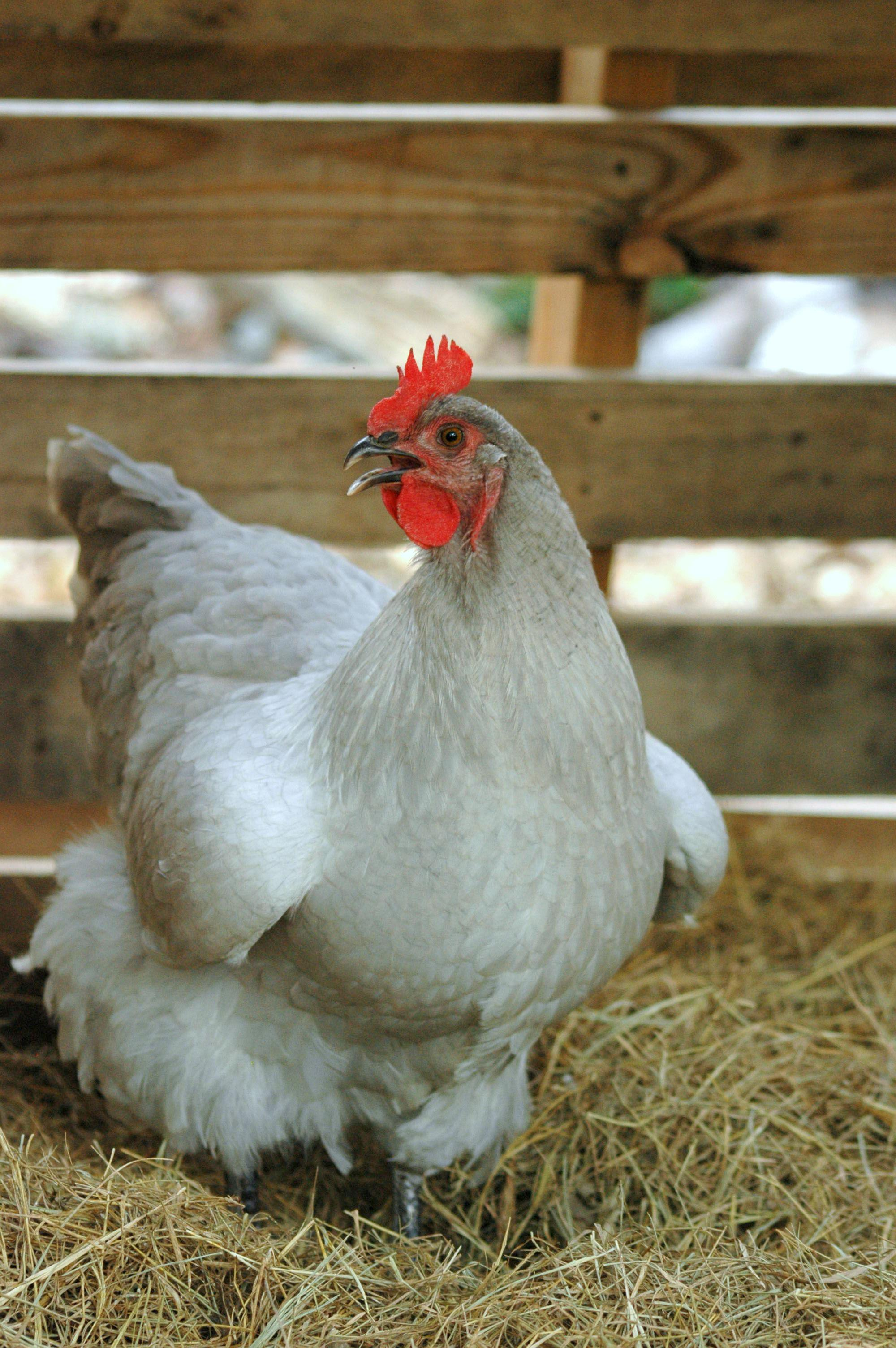
Lavender Orpington.

A Orpington é uma raça de galinha nomeada em referência a Orpington, Inglaterra, que ficou famosa em parte por esta raça. Pertencentes à classe de frangos ingleses, foi criada para produzir excelente carne de qualidade. O seu grande tamanho e aparência macia junto com suas cores ricas e contornos suaves tornam-a muito atraente, e como tal a sua popularidade tem crescido como uma ave de exposição ao invés de uma raça de utilidade. Sendo um pouco pesadas, são capazes de voar distâncias pequenas e raramente o fazem , assim que funcionam bem como aves de quintal.
Existe nas variedades preta, branca, amarela e azul. Apresentam crista serra, pele branca e ovos de casca marrom.